# 库利亚泰-法比亚斯科
库利亚泰-法比亚斯科（義大利語：Cugliate-Fabiasco），是意大利瓦雷泽省的一个市镇。总面积6平方公里，人口3081人，人口密度513.5人/平方公里（2009年）。国家统计（ISTAT）代码为012059。